# Ibrahim Diallo
Ibrahim Diallo (12 augustus 1996) is een voormalig Malinees voetballer die bij voorkeur als centrale verdediger speelde. Hij tekende in juli 2016 een contract tot medio 2019 bij KAS Eupen, dat hem transfervrij terughaalde van Valencia CF.

## Clubcarrière
Diallo is afkomstig uit de Qatarese ASPIRE Academy. In 2014 trok hij naar KAS Eupen, waarvoor hij op 20 september 2014 debuteerde in Tweede klasse tegen Antwerp FC. In totaal speelde de Malinees achttien competitieduels voor Eupen. In 2015 maakte hij de overstap naar Valencia CF, waar hij zich aansloot bij het tweede elftal. Op 2 december 2015 maakte Diallo zijn debuut in het eerste elftal, in de Copa del Rey tegen Barakaldo CF. Diallo speelde uiteindelijk vier officiële wedstrijden voor het eerste elftal van Valencia: na twee bekerwedstrijden tegen Barakaldo kwam hij in dezelfde editie van de Copa del Rey ook in actie in de terugwedstrijd van de achtste finale (tegen Granada CF) en de halve finale (tegen FC Barcelona).
Na amper een seizoen haalde Eupen, intussen gepromoveerd naar de Jupiler Pro League, Diallo al terug naar België. In 2017 liep Diallo een knieblessure op. De Malinees herstelde nooit van zijn twee zware operaties en nadien nooit meer een officiële wedstrijd voor Eupen. Op 23-jarige leeftijd moest Diallo een punt achter zijn profcarrière zetten, waarna hij videoanalist van de U21 en de jeugd van Eupen werd.

## Clubstatistieken
| Seizoen | Club        | Land            | Competitie         | Competitie | Competitie | Beker | Beker | Europees | Europees | Totaal | Totaal |
| Seizoen | Club        | Land            | Competitie         | Wed.       | Dlp.       | Wed.  | Dlp.  | Wed.     | Dlp.     | Wed.   | Dlp.   |
| ------- | ----------- | --------------- | ------------------ | ---------- | ---------- | ----- | ----- | -------- | -------- | ------ | ------ |
| 2014/15 | KAS Eupen   | Vlag van België | Proximus League    | 18         | 0          | 1     | 0     | —        | —        | 19     | 0      |
| 2014/15 | Valencia B  | Vlag van Spanje | Segunda División B | 8          | 0          | 0     | 0     | —        | —        | 8      | 0      |
| 2015/16 | Valencia B  | Vlag van Spanje | Segunda División B | 33         | 0          | 0     | 0     | —        | —        | 33     | 0      |
| 2015/16 | Valencia CF | Vlag van Spanje | Primera División   | 0          | 0          | 4     | 0     | 0        | 0        | 4      | 0      |
| 2016/17 | KAS Eupen   | Vlag van België | Jupiler Pro League | 31         | 0          | 4     | 1     | —        | —        | 35     | 1      |
| 2017/18 | KAS Eupen   | Vlag van België | Jupiler Pro League | 0          | 0          | 0     | 0     | —        | —        | 0      | 0      |
| 2018/19 | KAS Eupen   | Vlag van België | Jupiler Pro League | 0          | 0          | 0     | 0     | —        | —        | 0      | 0      |
| 2019/20 | KAS Eupen   | Vlag van België | Jupiler Pro League | 0          | 0          | 0     | 0     | —        | —        | 0      | 0      |
| Totaal  | Totaal      | Totaal          | Totaal             | 90         | 0          | 9     | 1     | 0        | 0        | 99     | 1      |